# Сельское поселение «Черемховское» (Забайкальский край)
Се́льское поселе́ние «Черемховское» — муниципальное образование в Красночикойском районе Забайкальского края Российской Федерации.
Административный центр — село Черемхово.

## История
Статус и границы сельского поселения установлены Законом Читинской области от 19 мая 2004 года «Об установлении границ, наименований вновь образованных муниципальных образований и наделении их статусом сельского, городского поселения в Читинской области».

## Население
| 2010  | 2011  | 2012  | 2013  | 2014  | 2015  | 2016  |
| ----- | ----- | ----- | ----- | ----- | ----- | ----- |
| 1308  | ↘1307 | ↘1285 | ↘1236 | ↘1210 | ↘1197 | ↘1181 |
| 2017  | 2018  | 2019  | 2020  | 2021  |       |       |
| ↘1173 | ↘1150 | ↘1128 | ↘1116 | ↘1031 |       |       |

## Состав сельского поселения
| № | Населённый пункт | Тип населённого пункта       | Население |
| - | ---------------- | ---------------------------- | --------- |
| 1 | Афонькино        | село                         | ↘202      |
| 2 | Большая Речка    | село                         | ↘4        |
| 3 | Зашулан          | село                         | →0        |
| 4 | Стеклозавод      | село                         | ↗57       |
| 5 | Усть-Ямаровка    | село                         | ↘49       |
| 6 | Черемхово        | село, административный центр | ↘580      |
| 7 | Ядрихино         | село                         | ↘114      |
| 8 | Ямаровка         | село                         | ↘79       |